# Magnus Widebeck
Magnus Widebeck, född 1957, är lagman i Nyköpings tingsrätt och tidigare justitieråd.
Magnus Widebeck var 1983 biträdande jurist, 1984 hovrättsassessor i Svea hovrätt, 1990 rättssakkunnig i Justitiedepartementet, 1994 rättschef i Utbildningsdepartementet, 1996 chefsrådman i Stockholms tingsrätt, 1998–2004 lagman i Nyköpings tingsrätt. Hösten 2004–hösten 2005 var han justitieråd i Högsta domstolen. Hösten 2005 blev han åter lagman i Nyköpings tingsrätt. Sedan 2012 är han Sveriges dispaschör.
Magnus Widebeck är gift med Maria Widebeck, som är rådman i Nyköpings tingsrätt.